# Ian Ferguson
Ian Ferguson, MBE (* 20. července 1952 Taumarunui) je bývalý novozélandský kajakář, se čtyřmi zlatými medailemi nejlepší olympionik své země. Začínal jako plavec a surfař, byl mistrem světa v záchranářském sportu. Jako kanoista na LOH 1976 nepostoupil z rozjížděk, na LOH 1980 skončil sedmý na 500 m a osmý na 1000 m. Na olympiádě 1984, kde nestartovali závodníci východního bloku, vyhrál tři závody: individuální na 500 m, deblkajak s Paulem McDonaldem a čtyřkajak. V závěru tohoto roku byl vyhlášen novozélandským sportovcem roku. Ferguson a McDonald na olympiádě 1988 obhájili zlato na půlkilometrové trati a byli druzí na kilometru. Startovali ještě na LOH 1992, kde obsadili ve finále na 1000 m osmé místo. Spolu se také stali mistry světa v letech 1985 a 1987. V roce 1993 byl Ferguson uveden do Síně slávy novozélandského sportu. Po ukončení kariéry se stal prodejcem kajaků. Jeho syn Steven Ferguson také reprezentoval Nový Zéland v kanoistice na olympiádě.